# アレクサンドル・シドレンコ
アレクサンドル・シドレンコ（ウクライナ語: Олександр Сидоренко、露: Александр Сидоренко、英: Aleksandr Sidorenko、1960年5月27日 - 2022年2月20日）は、ソビエト連邦出身の競泳選手。1980年モスクワオリンピック400m個人メドレー金メダリスト。

## 経歴
シドレンコは、1981年にスプリットで開催されたヨーロッパ水泳選手権と、1982年にグアヤキルで開催された世界水泳選手権の200m個人メドレーで金メダルを獲得した。
1983年にエドモントンで開催されたユニバーシアードでは、200m個人メドレーで銀メダルを獲得した。 1977年から1986年の間に、彼は20回ソビエト連邦のチャンピオンになった。
1980年モスクワオリンピックの400m個人メドレーで優勝をした。
1987年から2014年まで水球チーム「イリイチェヴェッツ」の監督を務めた。退職後は、マリウポリ市の水球連盟でボランティアとして働いていた。

## その後
1982年に1980年モスクワオリンピックで銅メダルを獲得したエレナ・クルグロワと結婚をし、人民友好勲章を授与された。
2022年2月20日、マリウポリにて新型コロナウイルス感染症のため死去。